# 44.Summer
44.Summer è il primo EP del gruppo musicale italiano Bnkr44, pubblicato il 13 giugno 2024 dalla Bomba Dischi.

## Descrizione
In un'intervista rilasciata a Billboard Italia, il gruppo ha dichiarato:

## Tracce
1. Estate 80 – 2:47
2. Movimento – 2:53
3. Preferirei – 3:22